# CloudWalk Technology
CloudWalk Technology Co. Ltd. je čínský vývojář softwaru pro rozpoznávání obličejů.
Společnost byla sankcionována vládou Spojených států za údajnou účast na závažném porušování lidských práv.

## Dějiny
CloudWalk založil Zhou Xi, absolvent Čínské univerzity vědy a technologie s akademickým titulem v oblasti umělé inteligence a rozpoznávání vzorů. CloudWalk byl založen v dubnu 2015 po Zhouově odchodu z Čínské akademie věd.
V roce 2017 společnost CloudWalk získala financování Series B od investorů, včetně společností Shunwei Capital, Oriza Holdings a Puhua Capital, ve výši 379 milionů USD.

### Hromadné sledování Ujgurů
Dne 22. května 2020 Ministerstvo obchodu Spojených států amerických přidalo do seznamu Entity List CloudWalk Technology kvůli tomu, že její technologie pomáhá čínské vládě s hromadným dohledem nad Ujgury. CloudWalk Technology uzavřela partnerství s University of Illinois v Urbana – Champaign pro vývoj sledovací technologie. Podle amerických představitelů se CloudWalk Technology „spolupodílela na porušování lidských práv a zneužívání, spáchaných v čínské represivní kampani, na hromadném svévolném zadržování, nucené práci a sledování prostřednictvím špičkových technologií, proti Ujgurům, etnickým Kazachům a dalším příslušníkům muslimských menšinových skupin v Ujgurské autonomní oblasti Xinjiang (XUAR)“.

## Zákazníci
CloudWalk je hlavním dodavatelem technologie rozpoznávání obličejů pro Bank of China a Haitong Securities.
V roce 2018 společnost CloudWalk podepsala dohodu, která Zimbabwské vládě poskytla systém hromadného rozpoznávání obličejů, který bude monitorovat všechny hlavní dopravní uzly a vytvářet národní databázi ID obličejů.